# Полни диморфизам
Полни диморфизам је појава да припадници исте врсте различитих полова имају разлике у неким особинама, невезаним за грађу репродуктивних органа. Ове разлике се лако уочавају код појединих врста птица, код којих мужјак и женка изгледају толико различито да се на први поглед не би могло рећи да припадају истој врсти (нпр. фазан или паун).
Код других врста разлике могу постојати само у појединим особинама целе јединке или појединих делова тела (нпр. у величини „рогова“ код јеленка), док се код људи полни диморфизам исказује у бројним појединостима.